# 乙酸异丁酯
乙酸异丁酯，结构式CH3C(O)OCH2CH(CH3)2。

## 性质
具柔和果酯香味的水白色透明液体。与醇、醚、烃等多种有机溶剂混溶。毒性较低，但高浓度下会引起衰弱和麻痹。

## 制备
由乙酸与异丁醇在硫酸催化下进行酯化，再经中和、脱水和精馏而得。

从乙酸与异丁醇制取乙酸异丁酯。

{\displaystyle \ CH_{3}COOH+(CH_{3})_{2}CHCH_{2}OH\ {\xrightarrow {H_{2}SO_{4}}}\ }{\displaystyle \ CH_{3}COOCH_{2}CH(CH_{3})_{2}+H_{2}O}

## 用途
用作硝基清喷漆的溶剂，可以作为醋酸丁酯与甲基异丁基酮的替代溶剂，也用作香味剂组分。